# Myrmeleon alternans
Myrmeleon alternans är en insektsart som beskrevs av Brullé in Webb och Sabin Berthelot 1839. Myrmeleon alternans ingår i släktet Myrmeleon och familjen myrlejonsländor. Inga underarter finns listade i Catalogue of Life.